# Garanti Koza WTA Tournament of Champions 2013 - Singolare
Il singolare  del Garanti Koza WTA Tournament of Champions 2013 è stato un torneo di tennis facente parte del WTA Tour 2013.
La detentrice del titolo era Nadia Petrova ma non ha potuto difenderlo in quanto non è riuscita a qualificarsi.
Simona Halep ha sconfitto in finale Samantha Stosur per 2-6, 6-2, 6-2.

## Teste di serie
1. Simona Halep (campionessa)
2. Ana Ivanović (semifinale)
3. Marija Kirilenko (round robin, ritirata)
4. Samantha Stosur (finale)

1. Elena Vesnina (round robin)
2. Anastasija Pavljučenkova (semifinale)
3. Alizé Cornet (round robin)
4. Cvetana Pironkova (round robin)

### Riserve
1. Elina Svitolina (round robin, ha sostituito Marija Kirilenko)

1. Yvonne Meusburger (non ha partecipato)

## Tabellone

### Legenda
| - Q = Qualificato - WC = Wild card - LL = Lucky loser | - ALT = Alternate - SE = Special Exempt - PR = Protected Ranking | - w/o = Walkover - r = Ritirato - d = Squalificato |

### Fase Finale
|  | Semifinali | Semifinali               | Semifinali | Semifinali | Semifinali |  |  | Finale | Finale          | Finale | Finale | Finale |  |
|  |            |                          |            |            |            |  |  |        |                 |        |        |        |  |
|  | 1          | Simona Halep             | 2          | 6          | 6          |  |  |        |                 |        |        |        |  |
|  | 2/WC       | Ana Ivanović             | 6          | 1          | 3          |  |  | 1      | Simona Halep    | 2      | 6      | 6      |  |
|  | 4          | Samantha Stosur          | 6          | 1          | 6          |  |  | 4      | Samantha Stosur | 6      | 2      | 2      |  |
|  | 6          | Anastasija Pavljučenkova | 1          | 6          | 3          |  |  |        |                 |        |        |        |  |

### Gruppo "Serdika"
|       |                                  | Halep                   | Kirilenko Svitolina     | Pavljučenkova           | Cornet              | RR V–P  | Set V-P      | Game V-P            | Classifica |
| 1     | Simona Halep                     |                         | 6–1, 6–1 (w/ Svitolina) | 6–3, 6–3                | 6–4, 6–4            | 3–0     | 6–0 (100%)   | 36–16 (69%)         | 1          |
| 3 Alt | Marija Kirilenko Elina Svitolina | (w/ Svitolina) 1–6, 1–6 |                         | (w/ Svitolina) 2–6, 4–6 | 0–5r (w/ Kirilenko) | 0–1 0–2 | 0–0 0–4 (0%) | 0–5 (0%) 8–24 (25%) | X 4        |
| 6     | Anastasija Pavljučenkova         | 3–6, 3–6                | 6–2, 6–4 (w/ Svitolina) |                         | 6–2, 6–2            | 2–1     | 4–2 (67%)    | 30–22 (58%)         | 2          |
| 7     | Alizé Cornet                     | 4–6, 4–6                | 5–0r(w/ Kirilenko)      | 2–6, 2–6                |                     | 1–2     | 0–4 (0%)     | 17–24 (41%)         | 3          |

La classifica viene stilata in base ai seguenti criteri: 1) Numero di vittorie; 2) Numero di partite giocate; 3) Scontri diretti (in caso di due giocatori pari merito ); 4) Percentuale di set vinti o di games vinti (in caso di tre giocatori pari merito ); 5) Decisione della commissione.

### Gruppo "Sredets"
|      |                   | Ivanović         | Stosur        | Vesnina          | Pironkova     | RR V–P | Set V-P   | Game V-P    | Classifica |
| 2/WC | Ana Ivanović      |                  | 6–2, 5–7, 6–2 | 4–6, 6–3, 6(1)–7 | 6–0, 6–2      | 2–1    | 5–3 (63%) | 45–29 (61%) | 2          |
| 4    | Samantha Stosur   | 2–6, 7–5, 2–6    |               | 6–3, 6–3         | 6–1, 6–4      | 2–1    | 5–2 (71%) | 35–28 (56%) | 1          |
| 5    | Elena Vesnina     | 6–4, 3–6, 7–6(1) | 3–6, 3–6      |                  | 6–2, 4–6, 6–0 | 2–1    | 4–4 (50%) | 38–36 (51%) | 3          |
| 8/WC | Cvetana Pironkova | 0–6, 2–6         | 1–6, 4–6      | 2–6, 6–4, 0–6    |               | 0–3    | 1–6 (14%) | 15–40 (27%) | 4          |

La classifica viene stilata in base ai seguenti criteri: 1) Numero di vittorie; 2) Numero di partite giocate; 3) Scontri diretti (in caso di due giocatori pari merito ); 4) Percentuale di set vinti o di games vinti (in caso di tre giocatori pari merito ); 5) Decisione della commissione.